# Kupa na Bălgarija 2021-2022
La Coppa di Bulgaria 2021-2022 è stata la 40ª edizione di questo trofeo, e l'82ª in generale di una coppa nazionale bulgara di calcio, iniziata il 4 settembre 2021 e terminata il 15 maggio 2022. Il CSKA Sofia era la squadra campione in carica. Il Levski Sofia ha conquistato il trofeo per la ventiseiesima volta nella sua storia.

## Turno preliminare
A questo turno hanno partecipato 16 vincitori delle competizioni amatoriali regionali e 17 squadre della Seconda Lega (le squadre riserve non erano ammesse). Il sorteggio per il turno preliminare e per il primo turno è stato effettuato il 27 agosto 2021. Il Rozova Dolina, il Septemvri Simitli e il Septemvri Sofia hanno ricevuto un bye per il turno successivo.
| Squadra 1             | Risultato       | Squadra 2         |
| --------------------- | --------------- | ----------------- |
| 4 settembre 2021      |                 |                   |
| Dunav Ruse            | 1 – 1 (2-4 dtr) | Marica Plovdiv    |
| Čern. Balčik          | 0 – 2           | Minjor Pernik     |
| 7 settembre 2021      |                 |                   |
| Nadezhda Dobroslavtsi | 0 – 3           | Spartak Varna     |
| Septemvri Tervel      | 0 – 0 (4-1 dtr) | Jantra Gabrovo    |
| Jambol                | 1 – 0           | Strumska Slava    |
| Vitoša Bistrica       | 1 – 4 (dts)     | Hebăr Pazardžik   |
| Lokomotiv GO          | 2 – 1 (dts)     | Neftohimik Burgas |
| 8 settembre 2021      |                 |                   |
| Balkan Botevgrad      | 0 – 0 (4-5 dtr) | Etăr              |
| Bansko                | 3 – 1           | Sozopol           |
| Černolomec Popovo     | 0 – 3           | Marek Dupnica     |
| Levski Krumovgrad     | 1 – 0           | Liteks Loveč      |
| Lokomotiv Mezdra      | 1 – 3           | Montana           |
| Partizan Červen Brjag | 0 – 4           | Levski Lom        |
| Rodopa Smoljan        | 0 – 0 (4-2 dtr) | Dobrudža          |
| Sevlievo              | 0 – 1           | Sportist          |

## Primo turno
A questo turno partecipano i 15 vincitori del turno preliminare, le 3 squadre che hanno ricevuto un bye e 14 squadre della Prima Lega.
| Squadra 1         | Risultato   | Squadra 2         |
| ----------------- | ----------- | ----------------- |
| 21 settembre 2021 |             |                   |
| Rodopa Smoljan    | 0 – 4       | Lokomotiv Plovdiv |
| Levski Krumovgrad | 1 – 0 (dts) | Carsko Selo       |
| Rozova Dolina     | 0 – 6       | Beroe             |
| Jambol            | 0 – 3       | Arda Kărdžali     |
| Montana           | 1 – 0       | CSKA 1948 Sofia   |
| Etăr              | 1 – 0 (dts) | Botev Plovdiv     |
| 22 settembre 2021 |             |                   |
| Marek Dupnica     | 0 – 2       | Levski Sofia      |
| Bansko            | 1 – 2       | Pirin Blagoevgrad |
| Septemvri Tervel  | 0 – 1       | Septemvri Simitli |
| Sportist          | 0 – 1       | Septemvri Sofia   |
| CSKA Sofia        | 3 – 0       | Hebăr Pazardžik   |
| 23 settembre 2021 |             |                   |
| Minjor Pernik     | 0 – 2       | Černo More Varna  |
| Marica Plovdiv    | 1 – 3       | Slavia Sofia      |
| Spartak Varna     | 0 – 1       | Ludogorec         |
| Lokomotiv GO      | 3 – 2       | Botev Vraca       |
| 8 ottobre 2021    |             |                   |
| Levski Lom        | 0 – 1       | Lokomotiv Sofia   |

## Ottavi di finale
Il sorteggio è stato effettuato il 23 settembre 2021.
| Squadra 1         | Risultato       | Squadra 2         |
| ----------------- | --------------- | ----------------- |
| 26 ottobre 2021   |                 |                   |
| Lokomotiv Sofia   | 0 – 2           | Lokomotiv Plovdiv |
| Levski Sofia      | 7 – 0           | Septemvri Simitli |
| 27 ottobre 2021   |                 |                   |
| Slavia Sofia      | 1 – 0           | Pirin Blagoevgrad |
| Beroe             | 1 – 0           | Černo More Varna  |
| 28 ottobre 2021   |                 |                   |
| Septemvri Sofia   | 4 – 1           | Etăr              |
| Ludogorec         | 3 – 1           | Lokomotiv GO      |
| CSKA Sofia        | 2 – 0           | Arda Kărdžali     |
| 17 novembre 2021  |                 |                   |
| Levski Krumovgrad | 2 – 2 (1-3 dtr) | Montana           |

## Quarti di finale
Il sorteggio è stato effettuato il 28 ottobre 2021.
| Squadra 1       | Risultato | Squadra 2         |
| --------------- | --------- | ----------------- |
| 1º marzo 2022   |           |                   |
| CSKA Sofia      | 2 – 0     | Lokomotiv Plovdiv |
| 2 marzo 2022    |           |                   |
| Montana         | 0 – 5     | Ludogorec         |
| Septemvri Sofia | 0 – 2     | Levski Sofia      |
| 3 marzo 2022    |           |                   |
| Slavia Sofia    | 2 – 1     | Beroe             |

## Semifinali
Il sorteggio è stato effettuato il 4 marzo 2022.
| Squadra 1                       | Totale          | Squadra 2    | Andata | Ritorno     |
| ------------------------------- | --------------- | ------------ | ------ | ----------- |
| 12 aprile 2022 / 21 aprile 2022 |                 |              |        |             |
| Slavia Sofia                    | 2 – 2 (6-7 dtr) | CSKA Sofia   | 0 – 2  | 2 – 0 (dts) |
| 13 aprile 2022 / 22 aprile 2022 |                 |              |        |             |
| Ludogorec                       | 2 – 4           | Levski Sofia | 2 – 3  | 0 – 1       |

## Finale
| Arbitro: | Nikola Popov |

|  |           |              |
|  | Marcatori | 57’ Stefanov |